# 1664
Portal Geschichte | Portal Biografien | Aktuelle Ereignisse | Jahreskalender | Tagesartikel

◄ |
16. Jahrhundert |
17. Jahrhundert
| 18. Jahrhundert | ►

◄ |
1630er |
1640er |
1650er |
1660er
| 1670er | 1680er | 1690er | ►

◄◄ |
◄ |
1660 |
1661 |
1662 |
1663 |
1664
| 1665 | 1666 | 1667 | 1668 | ► | ►►
Staatsoberhäupter  · Nekrolog  · Literaturjahr · Musikjahr
| Januar | Januar | Januar | Januar | Januar | Januar | Januar | Januar |
| Kw     | Mo     | Di     | Mi     | Do     | Fr     | Sa     | So     |
| ------ | ------ | ------ | ------ | ------ | ------ | ------ | ------ |
| 1      |        | 1      | 2      | 3      | 4      | 5      | 6      |
| 2      | 7      | 8      | 9      | 10     | 11     | 12     | 13     |
| 3      | 14     | 15     | 16     | 17     | 18     | 19     | 20     |
| 4      | 21     | 22     | 23     | 24     | 25     | 26     | 27     |
| 5      | 28     | 29     | 30     | 31     |        |        |        |

| Februar | Februar | Februar | Februar | Februar | Februar | Februar | Februar |
| Kw      | Mo      | Di      | Mi      | Do      | Fr      | Sa      | So      |
| ------- | ------- | ------- | ------- | ------- | ------- | ------- | ------- |
| 5       |         |         |         |         | 1       | 2       | 3       |
| 6       | 4       | 5       | 6       | 7       | 8       | 9       | 10      |
| 7       | 11      | 12      | 13      | 14      | 15      | 16      | 17      |
| 8       | 18      | 19      | 20      | 21      | 22      | 23      | 24      |
| 9       | 25      | 26      | 27      | 28      | 29      |         |         |

| März | März | März | März | März | März | März | März |
| Kw   | Mo   | Di   | Mi   | Do   | Fr   | Sa   | So   |
| ---- | ---- | ---- | ---- | ---- | ---- | ---- | ---- |
| 9    |      |      |      |      |      | 1    | 2    |
| 10   | 3    | 4    | 5    | 6    | 7    | 8    | 9    |
| 11   | 10   | 11   | 12   | 13   | 14   | 15   | 16   |
| 12   | 17   | 18   | 19   | 20   | 21   | 22   | 23   |
| 13   | 24   | 25   | 26   | 27   | 28   | 29   | 30   |
| 14   | 31   |      |      |      |      |      |      |

| April | April | April | April | April | April | April | April |
| Kw    | Mo    | Di    | Mi    | Do    | Fr    | Sa    | So    |
| ----- | ----- | ----- | ----- | ----- | ----- | ----- | ----- |
| 14    |       | 1     | 2     | 3     | 4     | 5     | 6     |
| 15    | 7     | 8     | 9     | 10    | 11    | 12    | 13    |
| 16    | 14    | 15    | 16    | 17    | 18    | 19    | 20    |
| 17    | 21    | 22    | 23    | 24    | 25    | 26    | 27    |
| 18    | 28    | 29    | 30    |       |       |       |       |

| Mai | Mai | Mai | Mai | Mai | Mai | Mai | Mai |
| Kw  | Mo  | Di  | Mi  | Do  | Fr  | Sa  | So  |
| --- | --- | --- | --- | --- | --- | --- | --- |
| 18  |     |     |     | 1   | 2   | 3   | 4   |
| 19  | 5   | 6   | 7   | 8   | 9   | 10  | 11  |
| 20  | 12  | 13  | 14  | 15  | 16  | 17  | 18  |
| 21  | 19  | 20  | 21  | 22  | 23  | 24  | 25  |
| 22  | 26  | 27  | 28  | 29  | 30  | 31  |     |

| Juni | Juni | Juni | Juni | Juni | Juni | Juni | Juni |
| Kw   | Mo   | Di   | Mi   | Do   | Fr   | Sa   | So   |
| ---- | ---- | ---- | ---- | ---- | ---- | ---- | ---- |
| 22   |      |      |      |      |      |      | 1    |
| 23   | 2    | 3    | 4    | 5    | 6    | 7    | 8    |
| 24   | 9    | 10   | 11   | 12   | 13   | 14   | 15   |
| 25   | 16   | 17   | 18   | 19   | 20   | 21   | 22   |
| 26   | 23   | 24   | 25   | 26   | 27   | 28   | 29   |
| 27   | 30   |      |      |      |      |      |      |

| Juli | Juli | Juli | Juli | Juli | Juli | Juli | Juli |
| Kw   | Mo   | Di   | Mi   | Do   | Fr   | Sa   | So   |
| ---- | ---- | ---- | ---- | ---- | ---- | ---- | ---- |
| 27   |      | 1    | 2    | 3    | 4    | 5    | 6    |
| 28   | 7    | 8    | 9    | 10   | 11   | 12   | 13   |
| 29   | 14   | 15   | 16   | 17   | 18   | 19   | 20   |
| 30   | 21   | 22   | 23   | 24   | 25   | 26   | 27   |
| 31   | 28   | 29   | 30   | 31   |      |      |      |

| August | August | August | August | August | August | August | August |
| Kw     | Mo     | Di     | Mi     | Do     | Fr     | Sa     | So     |
| ------ | ------ | ------ | ------ | ------ | ------ | ------ | ------ |
| 31     |        |        |        |        | 1      | 2      | 3      |
| 32     | 4      | 5      | 6      | 7      | 8      | 9      | 10     |
| 33     | 11     | 12     | 13     | 14     | 15     | 16     | 17     |
| 34     | 18     | 19     | 20     | 21     | 22     | 23     | 24     |
| 35     | 25     | 26     | 27     | 28     | 29     | 30     | 31     |

| September | September | September | September | September | September | September | September |
| Kw        | Mo        | Di        | Mi        | Do        | Fr        | Sa        | So        |
| --------- | --------- | --------- | --------- | --------- | --------- | --------- | --------- |
| 36        | 1         | 2         | 3         | 4         | 5         | 6         | 7         |
| 37        | 8         | 9         | 10        | 11        | 12        | 13        | 14        |
| 38        | 15        | 16        | 17        | 18        | 19        | 20        | 21        |
| 39        | 22        | 23        | 24        | 25        | 26        | 27        | 28        |
| 40        | 29        | 30        |           |           |           |           |           |

| Oktober | Oktober | Oktober | Oktober | Oktober | Oktober | Oktober | Oktober |
| Kw      | Mo      | Di      | Mi      | Do      | Fr      | Sa      | So      |
| ------- | ------- | ------- | ------- | ------- | ------- | ------- | ------- |
| 40      |         |         | 1       | 2       | 3       | 4       | 5       |
| 41      | 6       | 7       | 8       | 9       | 10      | 11      | 12      |
| 42      | 13      | 14      | 15      | 16      | 17      | 18      | 19      |
| 43      | 20      | 21      | 22      | 23      | 24      | 25      | 26      |
| 44      | 27      | 28      | 29      | 30      | 31      |         |         |

| November | November | November | November | November | November | November | November |
| Kw       | Mo       | Di       | Mi       | Do       | Fr       | Sa       | So       |
| -------- | -------- | -------- | -------- | -------- | -------- | -------- | -------- |
| 44       |          |          |          |          |          | 1        | 2        |
| 45       | 3        | 4        | 5        | 6        | 7        | 8        | 9        |
| 46       | 10       | 11       | 12       | 13       | 14       | 15       | 16       |
| 47       | 17       | 18       | 19       | 20       | 21       | 22       | 23       |
| 48       | 24       | 25       | 26       | 27       | 28       | 29       | 30       |

| Dezember | Dezember | Dezember | Dezember | Dezember | Dezember | Dezember | Dezember |
| Kw       | Mo       | Di       | Mi       | Do       | Fr       | Sa       | So       |
| -------- | -------- | -------- | -------- | -------- | -------- | -------- | -------- |
| 49       | 1        | 2        | 3        | 4        | 5        | 6        | 7        |
| 50       | 8        | 9        | 10       | 11       | 12       | 13       | 14       |
| 51       | 15       | 16       | 17       | 18       | 19       | 20       | 21       |
| 52       | 22       | 23       | 24       | 25       | 26       | 27       | 28       |
| 1        | 29       | 30       | 31       |          |          |          |          |

| Januar | Januar | Januar | Januar | Januar | Januar | Januar | Januar |
| Kw     | Mo     | Di     | Mi     | Do     | Fr     | Sa     | So     |
| ------ | ------ | ------ | ------ | ------ | ------ | ------ | ------ |
| 1      |        | 1      | 2      | 3      | 4      | 5      | 6      |
| 2      | 7      | 8      | 9      | 10     | 11     | 12     | 13     |
| 3      | 14     | 15     | 16     | 17     | 18     | 19     | 20     |
| 4      | 21     | 22     | 23     | 24     | 25     | 26     | 27     |
| 5      | 28     | 29     | 30     | 31     |        |        |        |

| Februar | Februar | Februar | Februar | Februar | Februar | Februar | Februar |
| Kw      | Mo      | Di      | Mi      | Do      | Fr      | Sa      | So      |
| ------- | ------- | ------- | ------- | ------- | ------- | ------- | ------- |
| 5       |         |         |         |         | 1       | 2       | 3       |
| 6       | 4       | 5       | 6       | 7       | 8       | 9       | 10      |
| 7       | 11      | 12      | 13      | 14      | 15      | 16      | 17      |
| 8       | 18      | 19      | 20      | 21      | 22      | 23      | 24      |
| 9       | 25      | 26      | 27      | 28      | 29      |         |         |

| März | März | März | März | März | März | März | März |
| Kw   | Mo   | Di   | Mi   | Do   | Fr   | Sa   | So   |
| ---- | ---- | ---- | ---- | ---- | ---- | ---- | ---- |
| 9    |      |      |      |      |      | 1    | 2    |
| 10   | 3    | 4    | 5    | 6    | 7    | 8    | 9    |
| 11   | 10   | 11   | 12   | 13   | 14   | 15   | 16   |
| 12   | 17   | 18   | 19   | 20   | 21   | 22   | 23   |
| 13   | 24   | 25   | 26   | 27   | 28   | 29   | 30   |
| 14   | 31   |      |      |      |      |      |      |

| April | April | April | April | April | April | April | April |
| Kw    | Mo    | Di    | Mi    | Do    | Fr    | Sa    | So    |
| ----- | ----- | ----- | ----- | ----- | ----- | ----- | ----- |
| 14    |       | 1     | 2     | 3     | 4     | 5     | 6     |
| 15    | 7     | 8     | 9     | 10    | 11    | 12    | 13    |
| 16    | 14    | 15    | 16    | 17    | 18    | 19    | 20    |
| 17    | 21    | 22    | 23    | 24    | 25    | 26    | 27    |
| 18    | 28    | 29    | 30    |       |       |       |       |

| Mai | Mai | Mai | Mai | Mai | Mai | Mai | Mai |
| Kw  | Mo  | Di  | Mi  | Do  | Fr  | Sa  | So  |
| --- | --- | --- | --- | --- | --- | --- | --- |
| 18  |     |     |     | 1   | 2   | 3   | 4   |
| 19  | 5   | 6   | 7   | 8   | 9   | 10  | 11  |
| 20  | 12  | 13  | 14  | 15  | 16  | 17  | 18  |
| 21  | 19  | 20  | 21  | 22  | 23  | 24  | 25  |
| 22  | 26  | 27  | 28  | 29  | 30  | 31  |     |

| Juni | Juni | Juni | Juni | Juni | Juni | Juni | Juni |
| Kw   | Mo   | Di   | Mi   | Do   | Fr   | Sa   | So   |
| ---- | ---- | ---- | ---- | ---- | ---- | ---- | ---- |
| 22   |      |      |      |      |      |      | 1    |
| 23   | 2    | 3    | 4    | 5    | 6    | 7    | 8    |
| 24   | 9    | 10   | 11   | 12   | 13   | 14   | 15   |
| 25   | 16   | 17   | 18   | 19   | 20   | 21   | 22   |
| 26   | 23   | 24   | 25   | 26   | 27   | 28   | 29   |
| 27   | 30   |      |      |      |      |      |      |

| Juli | Juli | Juli | Juli | Juli | Juli | Juli | Juli |
| Kw   | Mo   | Di   | Mi   | Do   | Fr   | Sa   | So   |
| ---- | ---- | ---- | ---- | ---- | ---- | ---- | ---- |
| 27   |      | 1    | 2    | 3    | 4    | 5    | 6    |
| 28   | 7    | 8    | 9    | 10   | 11   | 12   | 13   |
| 29   | 14   | 15   | 16   | 17   | 18   | 19   | 20   |
| 30   | 21   | 22   | 23   | 24   | 25   | 26   | 27   |
| 31   | 28   | 29   | 30   | 31   |      |      |      |

| August | August | August | August | August | August | August | August |
| Kw     | Mo     | Di     | Mi     | Do     | Fr     | Sa     | So     |
| ------ | ------ | ------ | ------ | ------ | ------ | ------ | ------ |
| 31     |        |        |        |        | 1      | 2      | 3      |
| 32     | 4      | 5      | 6      | 7      | 8      | 9      | 10     |
| 33     | 11     | 12     | 13     | 14     | 15     | 16     | 17     |
| 34     | 18     | 19     | 20     | 21     | 22     | 23     | 24     |
| 35     | 25     | 26     | 27     | 28     | 29     | 30     | 31     |

| September | September | September | September | September | September | September | September |
| Kw        | Mo        | Di        | Mi        | Do        | Fr        | Sa        | So        |
| --------- | --------- | --------- | --------- | --------- | --------- | --------- | --------- |
| 36        | 1         | 2         | 3         | 4         | 5         | 6         | 7         |
| 37        | 8         | 9         | 10        | 11        | 12        | 13        | 14        |
| 38        | 15        | 16        | 17        | 18        | 19        | 20        | 21        |
| 39        | 22        | 23        | 24        | 25        | 26        | 27        | 28        |
| 40        | 29        | 30        |           |           |           |           |           |

| Oktober | Oktober | Oktober | Oktober | Oktober | Oktober | Oktober | Oktober |
| Kw      | Mo      | Di      | Mi      | Do      | Fr      | Sa      | So      |
| ------- | ------- | ------- | ------- | ------- | ------- | ------- | ------- |
| 40      |         |         | 1       | 2       | 3       | 4       | 5       |
| 41      | 6       | 7       | 8       | 9       | 10      | 11      | 12      |
| 42      | 13      | 14      | 15      | 16      | 17      | 18      | 19      |
| 43      | 20      | 21      | 22      | 23      | 24      | 25      | 26      |
| 44      | 27      | 28      | 29      | 30      | 31      |         |         |

| November | November | November | November | November | November | November | November |
| Kw       | Mo       | Di       | Mi       | Do       | Fr       | Sa       | So       |
| -------- | -------- | -------- | -------- | -------- | -------- | -------- | -------- |
| 44       |          |          |          |          |          | 1        | 2        |
| 45       | 3        | 4        | 5        | 6        | 7        | 8        | 9        |
| 46       | 10       | 11       | 12       | 13       | 14       | 15       | 16       |
| 47       | 17       | 18       | 19       | 20       | 21       | 22       | 23       |
| 48       | 24       | 25       | 26       | 27       | 28       | 29       | 30       |

| Dezember | Dezember | Dezember | Dezember | Dezember | Dezember | Dezember | Dezember |
| Kw       | Mo       | Di       | Mi       | Do       | Fr       | Sa       | So       |
| -------- | -------- | -------- | -------- | -------- | -------- | -------- | -------- |
| 49       | 1        | 2        | 3        | 4        | 5        | 6        | 7        |
| 50       | 8        | 9        | 10       | 11       | 12       | 13       | 14       |
| 51       | 15       | 16       | 17       | 18       | 19       | 20       | 21       |
| 52       | 22       | 23       | 24       | 25       | 26       | 27       | 28       |
| 1        | 29       | 30       | 31       |          |          |          |          |

## Ereignisse

### Politik und Weltgeschehen

#### Türkenkrieg 1663/1664

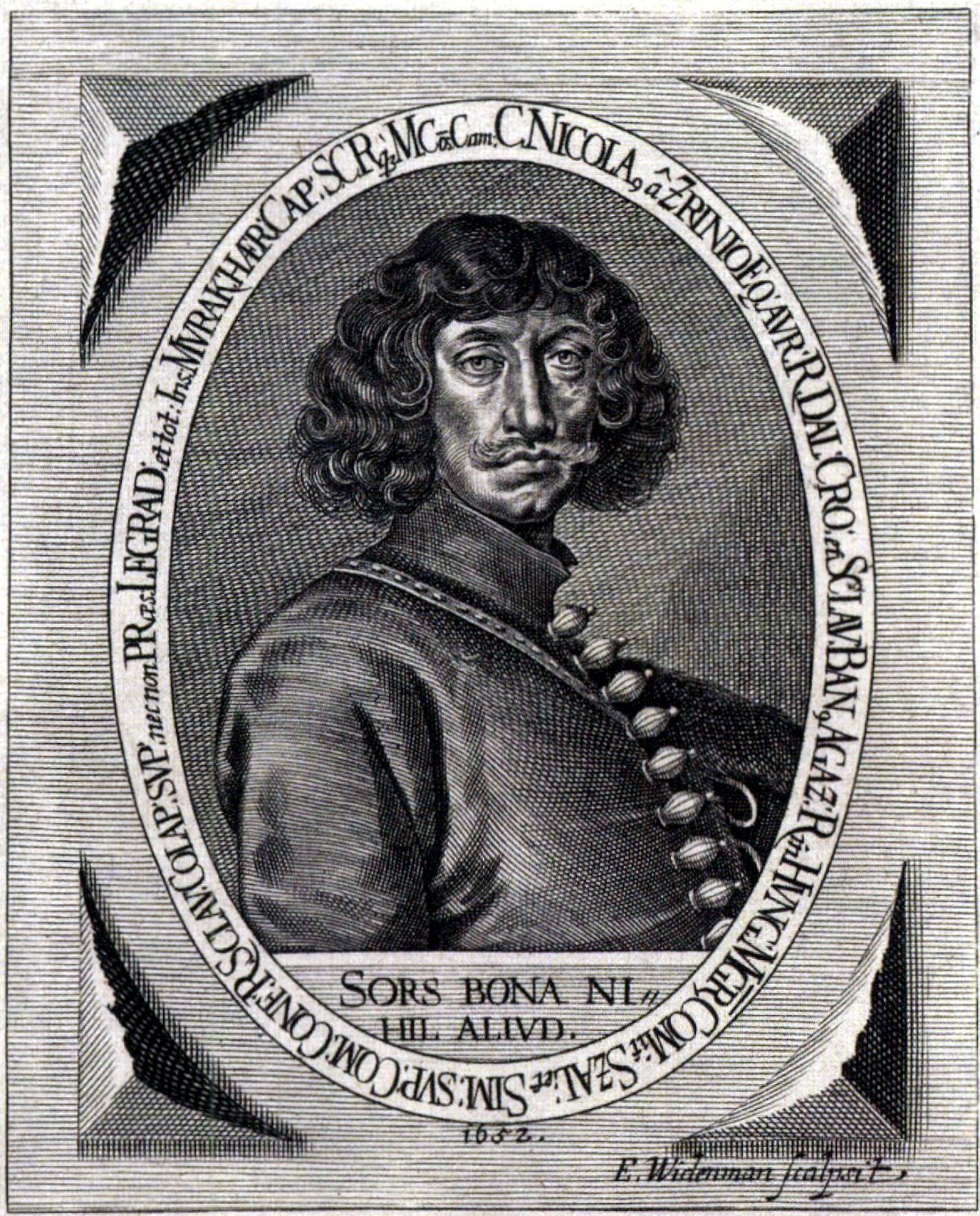
Nikolaus Zrinski

- Januar: Die kaiserliche Südarmee (Murarmee) unter Banus Nikolaus Zrinski beginnt mit Plünderungszügen in osmanisches Gebiet und kann dabei die Draubrücke bei Esseg zerstören. Zrinski beginnt mit der Belagerung der osmanischen Festung Kanije.
- April: Der kaiserliche General Jean-Louis Raduit de Souches erobert die Stadt Neutra.
- Anfang Juni: Nikolaus Zrinski muss die Belagerung der Festung Kanije abbrechen, da Großwesir Ahmed Köprülü mit einer ca. 50.000 Mann starken Armee die Festung entsetzt.
- 6. Juli: Die Festung Neu-Zrin wird nach einer einmonatigen Belagerung von den Osmanen zerstört.
- 19. Juli: Jean-Louis Raduit de Souches schlägt ein osmanisches Heer bei Levencz.

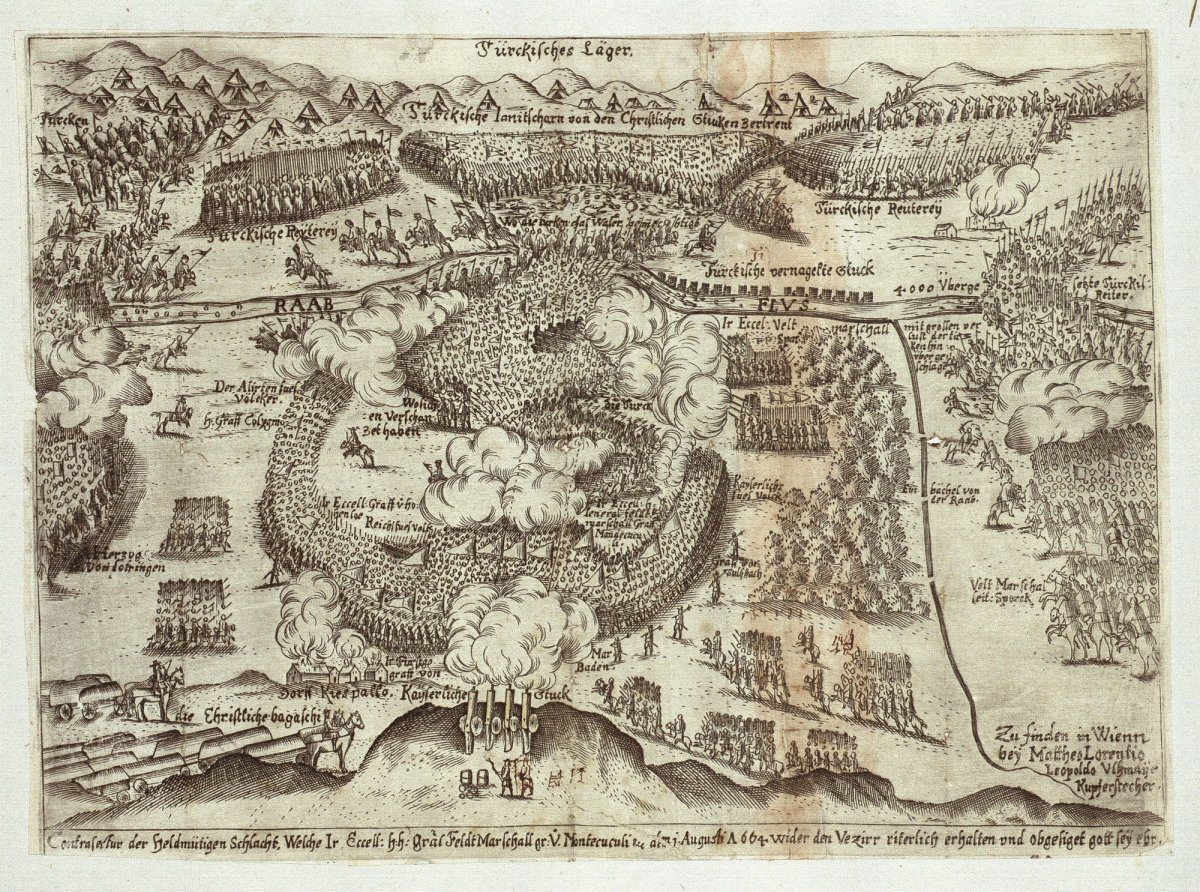
Schlacht bei Mogersdorf, Kupferstich von Matthäus Lorenz Leopold Ultzmayer

- 1. August: Graf Raimondo Montecuccoli erringt in der Schlacht bei Mogersdorf einen bedeutenden Sieg über die osmanische Hauptstreitmacht unter Ahmed Köprülü, die sich auf dem Weg nach Wien befindet. Anstatt den Sieg gegen die geschlagenen Osmanen militärisch auszunutzen, unterzeichnet Kaiser Leopold I. am 10. August den Frieden von Eisenburg. In diesem anerkennt der habsburgische Kaiser die osmanische Oberherrschaft in Siebenbürgen, zahlt eine Abfindung und tritt Großwardein und Neuhäusel im Königlichen Ungarn an die Osmanen ab. Der Vertrag, mit dem das Osmanische Reich seine größte Ausdehnung auf ungarischem Gebiet erreicht, tritt am 27. August in Kraft und beendet den Türkenkrieg 1663/1664.

#### Weitere Ereignisse in Europa
- 1. Juni: Der Wigoltingerhandel zwischen katholischen Söldnern und reformierten Wigoltinger Bürgern in der Landgrafschaft Thurgau beginnt.
- 23. August: König Friedrich III. von Dänemark verleiht Altona, das erst 1647 mit Holstein-Pinneberg an das Herzogtum Holstein und damit an die dänische Krone gelangt ist, das Stadtrecht.
- 28. Oktober: Der Duke of York, der spätere König Jakob II., gründet als Lord High Admiral ein Regiment, aus dem die Royal Marines werden.
- Das französische Heer unter Ludwig XIV. gewinnt an enormer Größe und bildet somit das größte Heer weltweit.

#### Europäische Kolonien

##### Amerika
- 12. März: Englands König Karl II. verschafft seinem Bruder Jakob, dem Herzog von York und Oberbefehlshaber der englischen Flotte, die gesamte niederländische Atlantikküste Nordamerikas als Besitz. Das Gebiet gehört ihm nicht, es ist die Kolonie Nieuw Nederland der Niederlande. Die königliche Entscheidung beschwört prompt zwischen beiden Staaten Auseinandersetzungen herauf.
- 28. Mai: Jean-Baptiste Colbert gründet die Französische Westindienkompanie (Compagnie des Indes Occidentales Françaises) mit dem Ziel, Handel mit den französischen Besitzungen in Amerika zu treiben. Da ihr die Verwaltung der  französischen Kolonie Neufrankreich in Nordamerika von der bisherigen Compagnie de la Nouvelle France übertragen wird, soll sie auch für die Besiedlung dieses Gebietes Sorge tragen. Heimathafen ist Le Havre.
- Mai: Der Zweite Esopus-Krieg endet mit einem Friedensvertrag zwischen dem Stamm der Esopus und der Kolonie Nieuw Nederland.
- 27. August: Die Engländer übernehmen Nieuw Amsterdam von den Niederländern und benennen es in New York um.

##### Afrika und Asien
- 9. Mai: Schwedische Besitzungen an der Goldküste werden von den Engländern unter Robert Holmes erobert. Die einzelnen Festungen und Faktoreien in der Region um Cape Coast dienen dem Handel mit Sklaven und Rohstoffen, den später die Royal African Company betreibt.

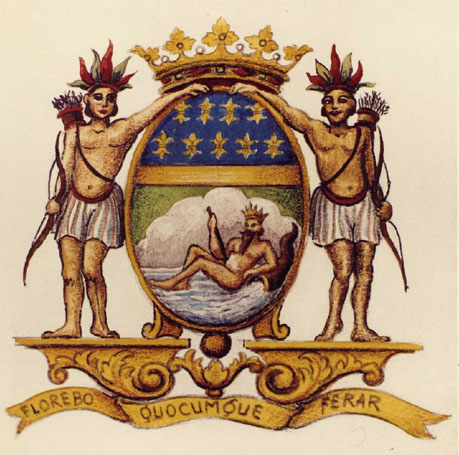
Wappen der Compagnie des Indes Orientales mit der Devise „Florebo quocumque ferar“ (dt. „Ich blühe überall dort, wo ich gepflanzt werde“)

- 27. August: Ludwig XIV. erteilt auf Initiative von Jean-Baptiste Colbert ein Privileg zur Gründung der Französischen Ostindienkompanie nach dem Vorbild der Niederländischen Ostindien-Kompanie. Das Privileg umfasst unter anderem das Monopol auf den Handel, das Besitzrecht auf eroberte Gebiete, das Recht zur Ausrüstung von Handels- und Kriegsschiffen, zur Aufstellung eigener Truppen, das Recht zum Schlagen eigener Münzen sowie eine eigene Gerichtsbarkeit.

### Wirtschaft
- 20. April: Die Schlüsseltonne wird von den Elterleuten der Kaufmannschaft, die mit dem Bremer Tonnen- und Bakenwesen beauftragt sind, als Ersatz für eine bereits 1642 erwähnte Tonne als äußerstes Seezeichen der Fahrwassermarkierung der Weser nördlich von Wangerooge auf 11 Faden Tiefe ausgelegt. Sie dient der Ansteuerung der Weser.
- Die Gazzetta di Mantova (wörtlich: Mantuas Gazette) wird gegründet.
- Die Magdeburgische Zeitung erscheint erstmals.
- Die Straßburger Brauerei Kronenbourg wird gegründet.
- Die Brauerei Kraus in Hirschaid wird gegründet.
- Die Härtsfelder Familienbrauerei Hald wird gegründet.

### Wissenschaft und Technik
- 17. November: Der Komet C/1664 W1, der zu den Großen Kometen gezählt wird, wird in Spanien erstmals beobachtet. Am 29. Dezember erreicht er seine größte Helligkeit.
- Robert Hooke schlägt den Schmelzpunkt von Eis als Nullpunkt der Thermometerskala vor.
- Im Kartenverlag von Joan Blaeu in Amsterdam wird im Auftrag des Herzogs Christian Ludwigs I. von Mecklenburg der Rostocker Große Atlas hergestellt. Die Sammlung von 31 Kartendrucken und einer handgezeichneten Karte wird von Kors Dierksen und dessen Sohn zusammengestellt und gebunden und gilt heute als drittgrößtes Buch der Welt.

### Kultur
- 29. Januar: Die Zwangsheirat (Le mariage forcé), eine Komödie in Prosa des französischen Dichters Molière, wird als Ballettkomödie mit Musik von Jean-Baptiste Lully in den Gemächern der Königinmutter Anna im Louvre-Palast uraufgeführt. Ludwig XIV. tanzt bei der Uraufführung in einem Zigeunerkostüm. Daneben tanzen weitere Mitglieder der Hocharistokratie, die Rolle der Dorimène übernimmt die Marquise Du Parc. Die öffentliche Erstaufführung findet am 15. Februar im Palais Royal in Paris statt.
- 12. Mai: Tartuffe, eine Komödie in fünf Akten von Molière, hat in Versailles ihre Uraufführung. Diese erste Version löst auf Grund ihrer drastischen und revolutionären Kritik religiösen Heuchlertums einen Skandal aus, der zum Verbot des Stücks führt.
- Wolf Caspar von Klengel beginnt mit dem Bau des Opernhauses am Taschenberg in Dresden. Die Grundsteinlegung erfolgt im Auftrag von Kurfürst Johann Georg II. von Sachsen.

### Gesellschaft
- 7. Mai: Im Schloss Versailles findet unter dem Namen Plaisirs de l’Île enchantée (Die Freuden der verzauberten Insel) das erste große mehrtägige Fest von König Ludwig XIV. mit seinem Hof statt.

### Religion
- 16. September: Kurfürst Friedrich Wilhelm von Brandenburg erlässt ein Toleranzedikt.
- 10. November: Papst Alexander VII. gründet mit der Bulle Super universas das Bistum Königgrätz und erhebt gleichzeitig die Heilig-Geist-Kirche zur Kathedrale.

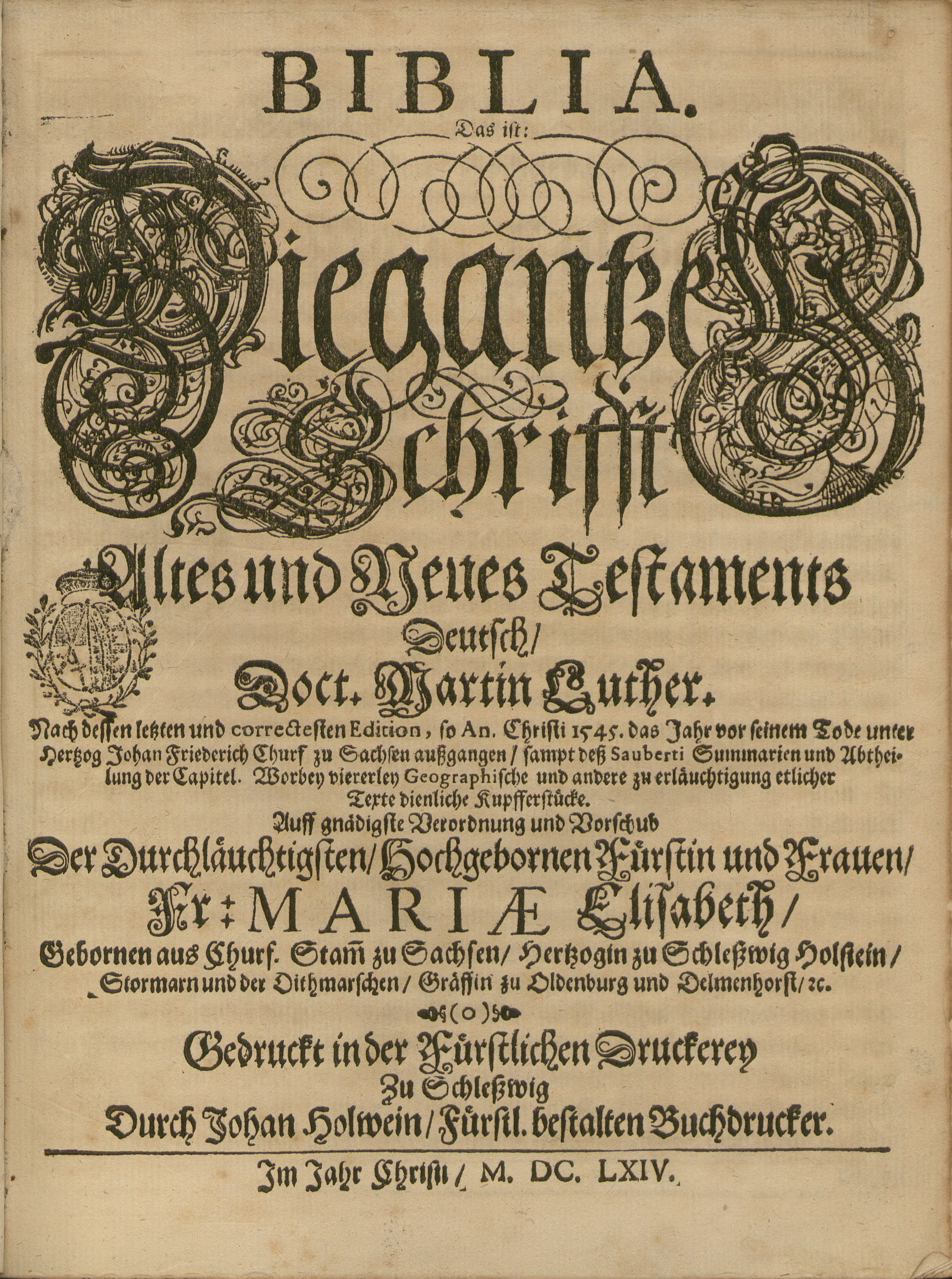
Titelseite der Schleswiger Bibel

- Die Schleswiger Bibel von 1664, eine Vollbibel mit dem Text der Lutherbibel von 1545, wird auf Veranlassung der Herzogin-Witwe Maria Elisabeth von Schleswig-Holstein-Gottorf in Schleswig von dem fürstlich bestallten Buchdrucker Johann Holwein in einer Auflage von etwa 100 Exemplaren gedruckt.

## Geboren

### Erstes Halbjahr
- 01. Januar: Alvise Pisani, 114. Doge von Venedig († 1741)

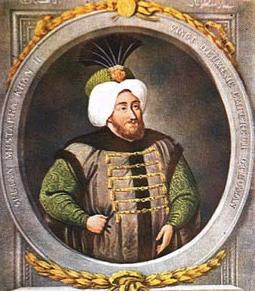
Sultan Mustafa II.

- 06. Februar: Mustafa II., Sultan des Osmanischen Reiches († 1704)
- 13. Februar: Theodor Andreas Potocki, Bischof von Kulm und Ermland, Erzbischof von Gnesen und Primas von Polen-Litauen († 1738)
- 23. Februar: Georg Dietrich Leyding, deutscher Komponist († 1710)
- 09. März: Johann Michael Lang, deutscher lutherischer Theologe, Geistlicher und Hochschullehrer († 1731)
- 12. März: Moritz Wilhelm, Herzog von Sachsen-Zeitz († 1718)
- 20. März: Johann Baptist Homann, deutscher Kartograph, Verleger und Kupferstecher († 1724)
- 29. März: Bernardo Maria Conti, italienischer Kardinal († 1730)
- 30. März: Johann Christoph von Naumann, deutscher Ingenieur, Offizier und Architekt († 1742)
- 06. April: Arvid Horn, Premierminister von Schweden († 1742)
- 08. April: Samuel Güldin, Schweizer Pietist († 1745)
- 27. April: Johann Georg König, Schweizer katholischer Geistlicher und Gymnasiallehrer († 1736)
- 30. April: François Louis de Bourbon, Fürst von Conti († 1709)
- 21. Mai: Giulio Alberoni, italienischer Kardinal und Staatsminister von Spanien († 1752)
- 30. Mai: Johann Caspar II. Graf Cobenzl, Hofmarschall und Landeshauptmann von Görz und Krain († 1742)
- 03. Juni: Rachel Ruysch, niederländische Malerin des Barock († 1750)
- 15. Juni: Jean Meslier, französischer Priester und Frühaufklärer († 1729)
- 22. Juni: Johann Ernst III., Herzog von Sachsen-Weimar († 1707)
- 28. Juni: Nicolas Bernier, französischer Komponist († 1734)
- 000Juni: David Oppenheimer, jüdischer Schriftgelehrter, Oberrabbiner von Prag und Landesrabbiner von Böhmen und Mähren († 1736)

### Zweites Halbjahr
- 24. Juli: Franz Ludwig von Pfalz-Neuburg, Erzbischof des Bistums Trier und des Bistums Mainz († 1732)
- 02. August: Philipp Reinhard von Hanau-Münzenberg, Graf von Hanau-Münzenberg († 1712)
- 06. August: Froben Ferdinand, Fürst zu Fürstenberg, kaiserlicher Prinzipalkommissar am Reichstag zu Regensburg († 1741)
- 06. August: Johann Christoph Schmidt, deutscher Komponist († 1728)
- 16. August: Alfons Ambuel, Schweizer Offizier und Politiker († 1742)
- 20. August: Johann Pálffy, kaiserlicher Feldmarschall und Palatin von Ungarn († 1751)
- 24. September: Daniel Nebel, deutscher Mediziner, Apotheker und Botaniker († 1733)
- 07. Oktober: Samuel Schumacher, Schweizer evangelischer Geistlicher und Pietist († 1701)
- 22. Oktober: Praskowja Fjodorowna Saltykowa, Zarin von Russland († 1723)
- 25. Oktober: Friedrich Girtanner, Bürgermeister von St. Gallen und Tagsatzungsgesandter († 1753)
- 09. November: Johannes Speth, deutscher Organist († nach 1719)
- 11. November: Heinrich Leonhard Schurzfleisch, deutscher Jurist, Historiker und Bibliothekar († 1722)
- 24. November: Johann Tobias Augustynowicz, Erzbischof von Lemberg († 1751)
- 02. Dezember: Johann Gallus Hügel, deutscher Steinmetzmeister und Bildhauer († 1719)
- 13. Dezember: Charlotte Johanna von Waldeck-Wildungen, Herzogin von Sachsen-Coburg-Saalfeld († 1699)
- 26. Dezember: Johann Melchior Dinglinger, Hofgoldschmied bei Kurfürst August dem Starken von Sachsen in Dresden († 1731)

### Genaues Geburtsdatum unbekannt

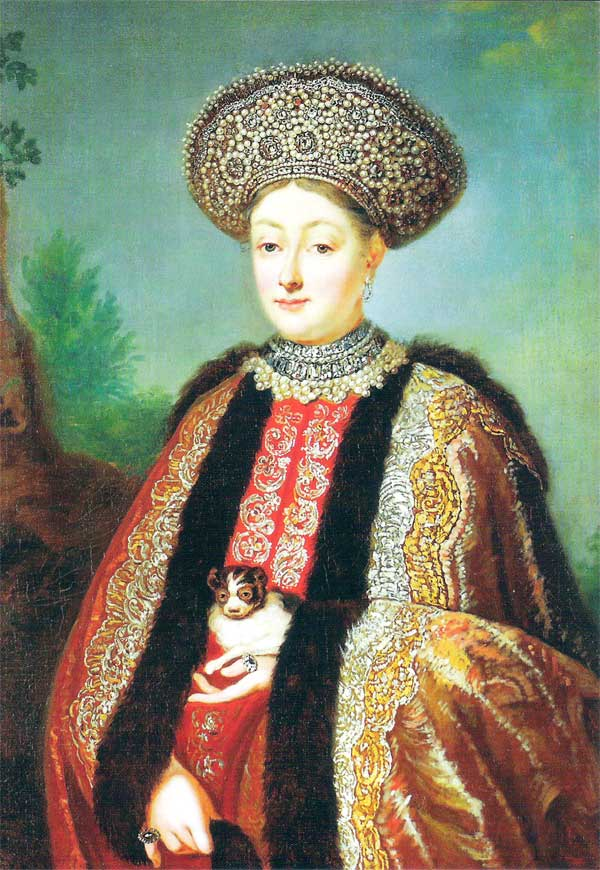
Marfa Apraxina

- Marfa Matwejewna Apraxina, Zarin von Russland († 1716)

## Gestorben

### Todesdatum gesichert
- 02. Januar: Dietrich von Ahlefeldt, Amtmann zu Schwabstedt, Herr auf Osterrade und Kluvensiek und Klosterpropst zu Uetersen (* 1618)
- 08. Januar: Moyse Amyraut, französischer Theologe (* 1596)
- 14. Januar: Françoise Madeleine d’Orléans, Herzogin von Savoyen (* 1648)
- 25. Januar: Reinhold Franckenberger, deutscher Historiker (* 1585)
- 03. Februar: Johann Markus von Altringen, Bischof von Seckau (* 1592)
- 05. Februar: Christen Aagaard, dänischer Dichter (* 1616)
- 08. Februar: Charles de La Porte, Herzog von Meilleraye und Pair von Frankreich (* 1602)
- 17. Februar: Iwan Bohun, Heerführer der Saporoger Kosaken (* vermutlich 1618)
- 19. Februar: Philipp Horst, deutscher Rhetoriker und Moralphilosoph (* 1584)
- 20. Februar: Bartholomäus Khöll, kaiserlicher Hof-Steinmetzmeister (* 1614)
- 20. Februar: Corfitz Ulfeldt, dänischer Staatsmann (* 1606)
- 26. Februar: Anna Sylvia Caretto, böhmische Adlige, Markgräfin von Savona und Gräfin von Millesimo (* 1607)
- 10. März: Kaspar Ebel, deutscher Pädagoge, Logiker und Metaphysiker (* 1595)
- 16. März: Iwan Wyhowskyj, Hetman der ukrainischen Kosaken und Woiwode von Kiew (* 1608)
- 30. März: Har Krishan, achter Guru des Sikhismus (* 1656)
- 07. April: Johann Georg von Rechenberg, sächsischer Oberhofmarschall und Oberkammerherr (* 1610)
- 24. April: Silvius Nimrod I., erster Herzog von Württemberg-Oels (* 1622)
- 25. April: Gottfried Möbius, deutscher Mediziner (* 1611)
- 04. Mai: Marcus Banzer, deutscher Mediziner (* 1592)
- 04. Mai: Cornelis de Graeff, Regent und Bürgermeister von Amsterdam (* 1599)
- 11. Mai: Salomon de Bray, niederländischer Maler, Zeichner, Städteplaner, Architekt und Dichter (* 1597)
- 11. Mai: Chrysostomus Cöler, deutscher Jurist und Diplomat (* 1607)
- 16. Mai: Joseph de Bray, niederländischer Maler und Zeichner (* zwischen 1628 und 1634)
- 19. Mai: Élisabeth de Bourbon-Vendôme, Herzogin von Nemours (* 1614)
- 22. Mai: Elisabeth Marie Charlotte von Pfalz-Simmern, Herzogin von Brieg (* 1638)
- 01. Juni: Michiel Sweerts, flämischer Maler (* 1618)
- 02. Juni: Henri II. de Lorraine, Erzbischof von Reims, Großkammerherr von Frankreich, Herzog von Guise, Fürst von Joinville sowie Graf von Eu (* 1614)
- 15. Juni: Bonifazio Graziani, italienischer Organist, Komponist und Geistlicher (* 1604/05)
- 04. Juli: Georg III., Herzog von Brieg (* 1611)
- 06. Juli: Jakob Weller, lutherischer Theologe, Oberhofprediger am Hof des Kurfürsten von Sachsen (* 1602)
- 07. Juli: Hans Ernst von Wied-Runkel, deutscher Soldat und Hofbeamter (* 1623)
- 12. Juli: Francis Seymour, 1. Baron Seymour of Trowbridge, englischer Adeliger und Politiker (* um 1590)
- 15. Juli: Heinrich Wolrad, Graf von Waldeck-Eisenberg (* 1642)
- 16. Juli: Andreas Gryphius, deutscher Dichter und Dramatiker des Barock (* 1616)
- 31. Juli: Goswin Nickel, 10. Ordensgeneral der Societas Jesu (* 1582)
- 01. August: Johann Jacob Saar, deutscher Seefahrer und Autor (* 1625)
- 22. August: Maria Cunitz, deutsche Astronomin (* 1610)
- 24. August: Cornelis Pietersz. Bega, niederländischer Maler und Radierer (* 1631 oder 1632)
- 27. August: Francisco de Zurbarán, spanischer Maler (* 1598)
- 13. September: Johannes Brandmüller, Schweizer evangelischer Geistlicher (* 1593)
- 13. September: Johann Jacob von Königsegg-Rothenfels, Domherr in Köln (* 1590)
- 31. Oktober: Wilhelm Friedrich, Graf von Nassau-Dietz, Statthalter von Friesland, Groningen und Drenthe (* 1613)
- 07. November: David Cunz, Bürgermeister von St. Gallen (* 1592)
- 18. November: Nikolaus Zrinski, Ban von Kroatien, kaiserlicher Feldherr und kroatischer Dichter (* 1620)
- 28. November: Valentin Heider, deutscher Jurist und Lindauer Ratsherr (* 1605)
- 29. November: Johann Wilhelm von Hunolstein, bayerischer und kaiserlicher Generalfeldzeugmeister (* 1599)
- 20. Dezember: Andreas Virginius, deutschbaltischer Theologe und lutherischer Bischof von Estland (* 1596)

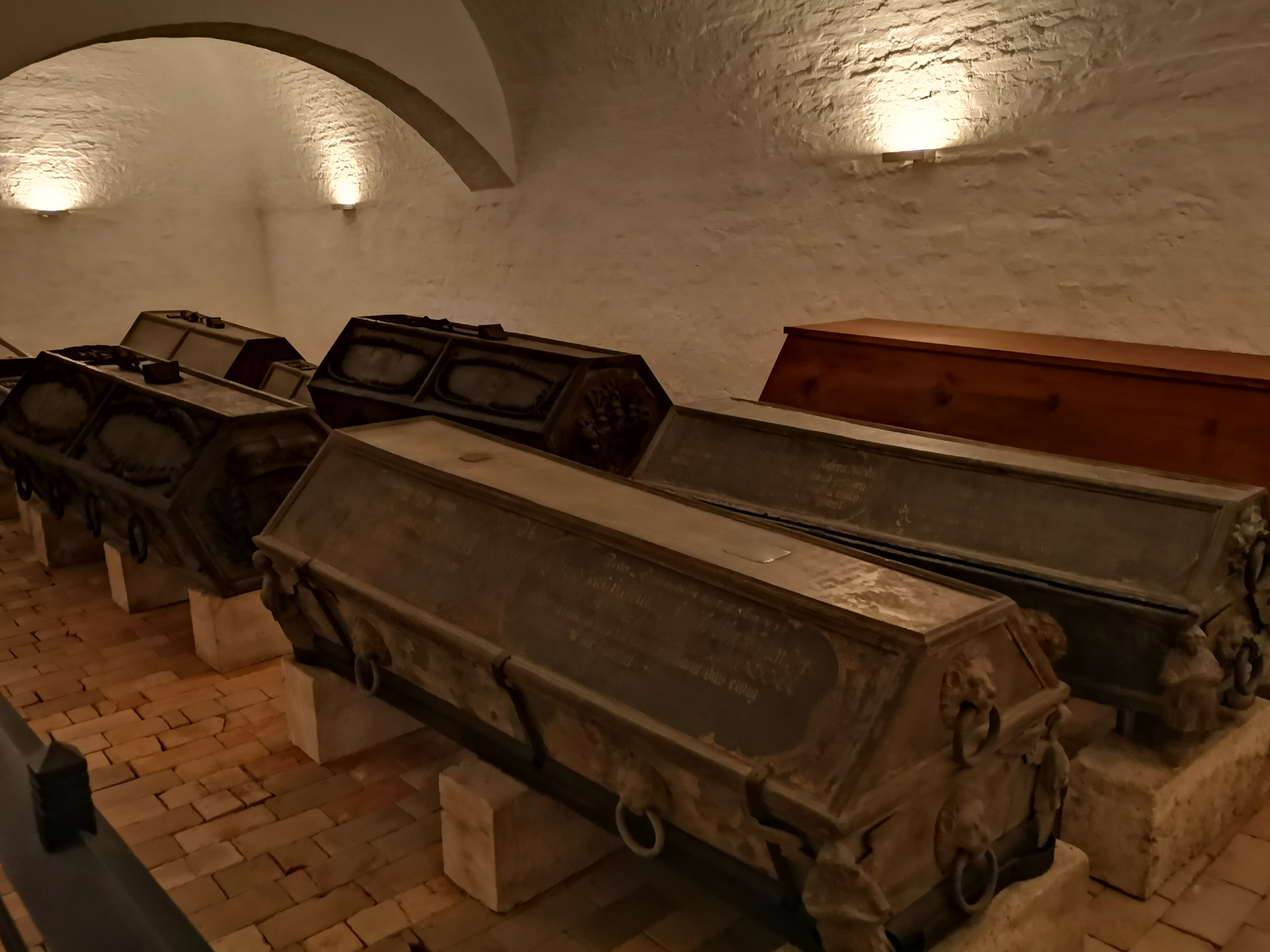
Sarg Eleonore Dorotheas neben dem ihres Gemahls Wilhelm (vorn links) in der Fürstengruft

- 26. Dezember: Eleonore Dorothea von Anhalt-Dessau, Herzogin von Sachsen-Weimar (* 1602)

### Genaues Todesdatum unbekannt
- Johannes Choinan, sorbischer Sprachforscher und Theologe (* 1616)
- Juan Gutiérrez de Padilla, spanisch-mexikanischer Komponist (* um 1590)
- Nyai Cili, Herrscherin (Sengaji) von Lohayong auf der Insel Solor im Malaiischen Archipel